# Château d'Almodóvar del Río
Le Château d'Almodóvar del Río est une forteresse d'origine arabe située dans la localité homonyme, dans la communauté autonome d'Andalousie dans le Sud de l'Espagne. Antérieurement, il était une place forte romaine, son édification actuelle remonte à 760. Il a été plusieurs fois remanié au cours du Moyen Âge.
Entre 1901 et 1936, il a été restauré par son propriétaire, Rafael Desmaissieres y Farina, 12e comte de Torralva, sous la direction technique de l'architecte Adolfo Fernández Casanova.

## Histoire

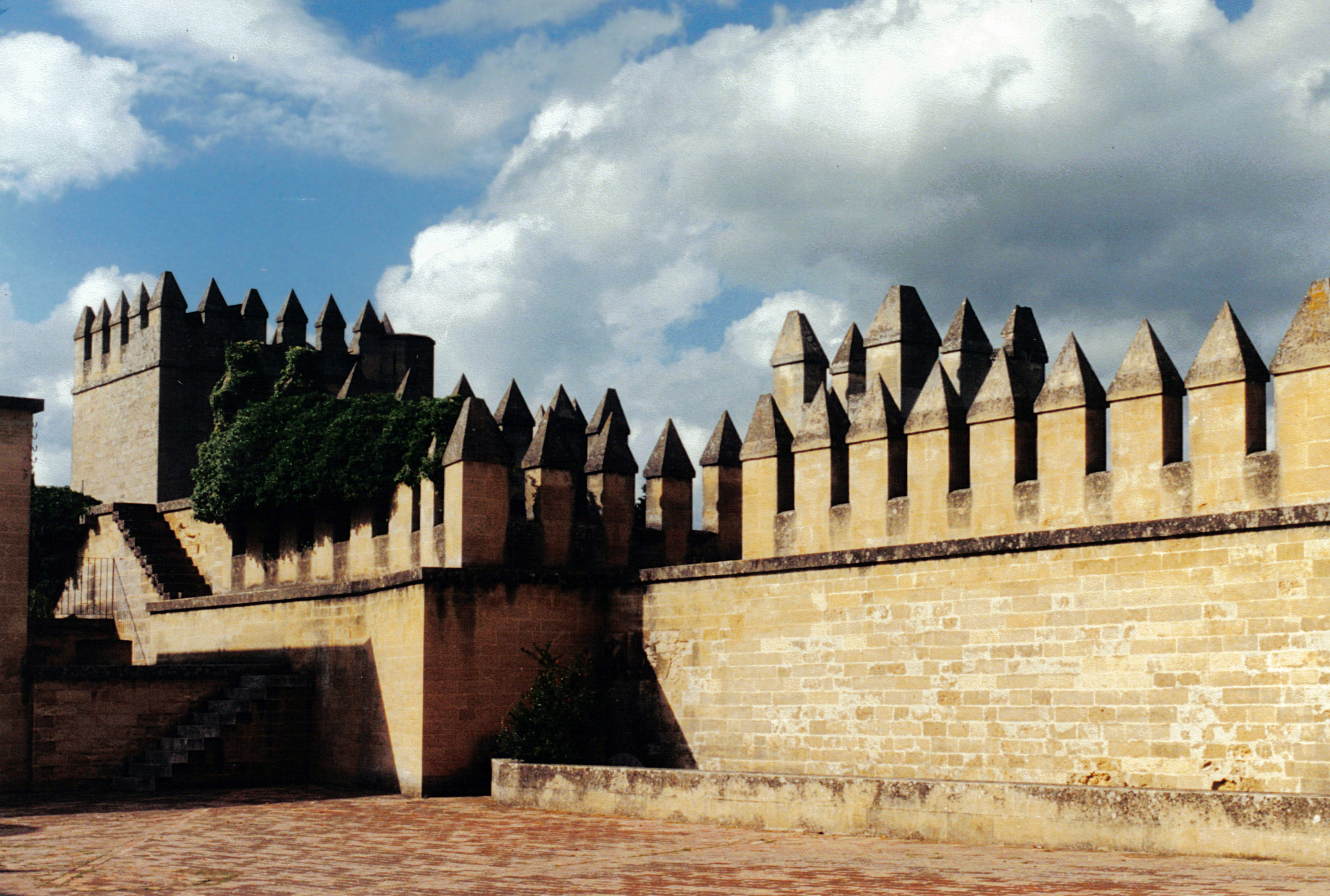
Vue intérieure.

Sur le site actuellement occupé par Almodóvar del Río, se trouvait pendant l'Antiquité un oppidum, soit une ville fortifiée, qui servait de lieu d'échanges des produits locaux (huile ; céréales), avait développé un importante production de poterie et exploité peut-être des mines d'argent voisines qui lui servait à battre sa propre monnaie.
La période musulmane a marqué un développement majeur de la ville et, en 740 les Omeyyades y construisent une forteresse appelée Al-Mudawwar, qui a donné son nom à la ville actuelle. Du VIIIe au Xe siècle, l'ensemble faisait partie de la province de Cordoue puis a été affecté d'abord à la Taïfa de Carmona, puis à Séville au XIe siècle. Avec la conquête des Almoravides, la ville rejoint Cordoue et enfin, aux XIIe et XIIIe siècles, intègre la cour almohade de Séville.
En 1240, elle est incorporée à la cour de Ferdinand III de Castille qui la remet, trois ans plus tard, au conseil de Cordoue. Sous Alphonse X, en 1267, les limites sont définies entre Almodóvar et Posadas. En 1360, Pierre Ier s'installe au château, comme le fera ensuite Henri II à plusieurs reprises. À partir du XVe siècle, la propriété du château est liée à la Maison de Baena y Cabra.
En 1901, le comte de Torralva Rafael Desmaissieres y Farinawas lance une large reconstruction du château, alors en ruines, par l'architecte Adolfo Fernández Casanova, chantier qui dure 36 ans.

## Protection
Le château fait l’objet d’un classement en Espagne au titre de bien d'intérêt culturel depuis le 25 juin 1985.

## Cinéma

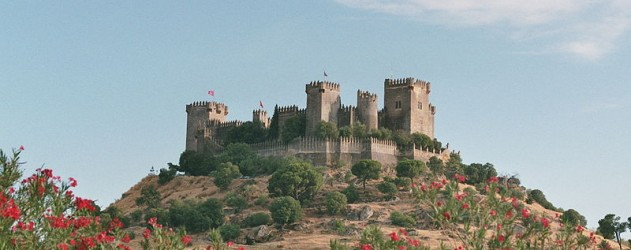

Le château est le siège de la maison Tyrell, Hautjardin, dans la série télévisée Game of Thrones. Il apparaît pour la première fois dans la série lorsque Jaimee Lannister en fait le siège et s'en empare, dans la saison 7,.

### Sources
- (es) Cet article est partiellement ou en totalité issu de l’article de Wikipédia en espagnol intitulé « Castillo de Almodóvar del Río » (voir la liste des auteurs).